# Project Itoh
Project Itoh, pseudonimo di Satoshi Itō (伊藤 聡 Itō Satoshi; Tokyo, 14 ottobre 1974 – Tokyo, 20 marzo 2009), è stato uno scrittore giapponese.

## Biografia
Nato a Tokyo, si laurea presso la facoltà di Belle Arti e Scienze della Università d'arte Musashino. Nel 2006, durante il suo lavoro come web designer, scrive e presenta al Komatsu Sakyō Award Contest il suo primo romanzo, Gyakusatsu kikan. Pur non ricevendo il premio, l’anno successivo ottiene la pubblicazione da parte di Hayakawa Publishing, insieme ad una nomination per il Nihon SF Taisho Award.
Dal 2001 subisce frequenti ricoveri per un cancro ai polmoni. Muore il 20 marzo 2009, all’età di 34 anni. Grande estimatore e amico di Hideo Kojima, scrive per lui l’adattamento letterario del quarto capitolo della serie Metal Gear Solid. In seguito il videogioco Metal Gear Solid: Peace Walker sarà dedicato alla sua memoria.
Dal 2007 collabora inoltre con lo scrittore Toh Enjoe. Nel gennaio 2012, quest’ultimo annuncia in una conferenza stampa che avrebbe terminato l’ultimo romanzo di Itoh rimasto incompiuto, Shisha no teikoku. Il lavoro sarà poi pubblicato nell'agosto del 2012 e riceverà il premio speciale al Nihon SF Taisho Award.
noitaminA, il blocco dedicato all'animazione del palinsesto di Fuji TV, ha annunciato che tre romanzi di Itoh avrebbero avuto una trasposizione animata, e che i tre lungometraggi sarebbero stati affidati a tre differenti studi d'animazione. Harmony e L'impero dei cadaveri, prodotti rispettivamente da Studio 4°C e Wit Studio, sono poi stati distribuiti nel 2015, mentre L'organo genocida, prodotto da Manglobe e successivamente da Geno Studio, è uscito nel 2017.

## Opere
- Gyakusatsu kikan (虐殺器官; Genocidal Organ), 2007 ISBN 978-4152088314
- Metaru gia soriddo ganzu obu za patoriotto (メタルギア ソリッド ガンズ オブ ザ パトリオット; Metal Gear Solid: Guns of the Patriot), 2008 ISBN 978-4047072442
- Hāmonī (ハーモニー; Harmony), 2008 ISBN 978-4152089922
- Shisha no teikoku (屍者の帝国; The Empire of Corpses), 2012 ISBN 978-4309021263